# Irena Eichlerówna

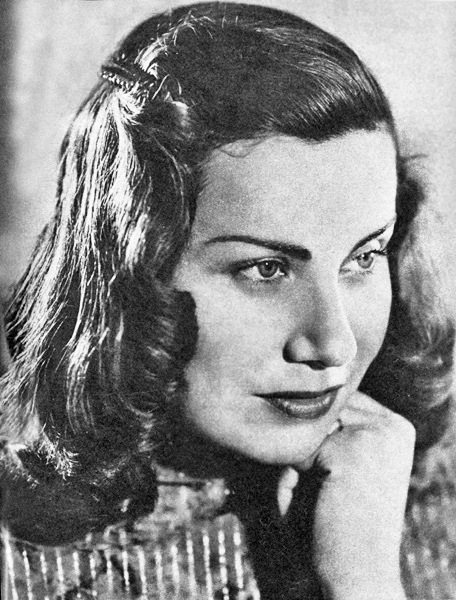
Irena Eichlerówna (1949)

Irena Eichlerówna (* 19. April 1908 in Warschau; † 12. Dezember 1990 ebenda) war eine polnische Film- und Theaterschauspielerin.

## Leben
Irena Eichlerówna wurde am 19. April 1908 in Warschau geboren. Sie studierte Schauspiel am Institut für Theaterwissenschaft an der Warschauer Hochschule für Musik. 1929 machte Eichlerówna dort ihren Abschluss. Ihr Theaterdebüt gab sie in der Rolle der Zosia in dem Stück Totenfeier am Großen Theater von Wilna. Von 1931 bis 1939 spielte sie in Krakau und Lemberg. 1933 gab Eichlerówna ihr Filmdebüt in Wyrok życia. Ab 1934 hatte sie zudem Engagements am Polnischen Theater und Nationaltheater in Warschau.
Während des Zweiten Weltkriegs spielte Eichlerówna zuerst für Flüchtlinge und Soldaten in Rumänien und Frankreich. Nachdem Frankreich der deutschen Wehrmacht unterlegen war, emigrierte sie nach Brasilien, wo sie weiterhin als Schauspielerin tätig war.
1948 kehrte sie nach Polen zurück. Sie wurde erneut vom Nationaltheater engagiert, spielte jedoch nicht regelmäßig. Nachdem sie 1956 das Nationaltheater verlassen hatte, gab sie weiterhin Gastspiele und wirkte in späteren Jahren in einigen Fernsehfilmen mit. Irena Eichlerówna verstarb am 12. Dezember 1990 in Warschau, wo sie auch begraben wurde.

## Filmografie
- 1933: Kreuzweg einer Liebe (Wyrok życia)
- 1936: Róża
- 1948: Powrót
- 1964: Kochany kłamca
- 1966: Chiffre (Szyfry)
- 1967: Wdowa po pułkowniku
- 1967: Król Edyp
- 1968: Korespondencja Chopina (1829-1833)
- 1972: Dwa Teatry
- 1977: Mindowe
- 1978: Filomena Marturano
- 1984: Wspomnienie